# Nupserha nigrohumeralis
Nupserha nigrohumeralis är en skalbaggsart som beskrevs av Maurice Pic 1927. Nupserha nigrohumeralis ingår i släktet Nupserha och familjen långhorningar. Inga underarter finns listade i Catalogue of Life.